# Historien om en gut
Historien om en gut er en norsk film fra 1919. Instruktørens søn Esben Lykke-Seest havde hovedrollen.

## Handling
Esben blir mistænkt for at stjæle lærerens ur og af frygt for straf gemmer han sig i et skib og bliver hyrdedreng på en bondegård. Efter mange strabadser kommer han hjem igen til sine forældre, og får oprejsning på skolen.

## Rolleliste
- Esben Lykke-Seest - Esben
- Hans Ingi Hedemark - Bådsmanden
- Emil Schibbye - Skipperen på 'Bella Rosa'